# Zwetanka Christowa
Zwetanka Christowa (bulgarisch Цветанка Христова, engl. Transkription Tsvetanka Khristova; * 14. März 1962 in Kasanlak; † 14. November 2008 ebenda) war eine bulgarische Diskuswerferin und ehemalige Weltmeisterin.
Sie hatte ihren ersten großen internationalen Erfolg, als sie bei den Leichtathletik-Europameisterschaften 1982 in Athen Gold gewann. Vier Jahre danach folgte bei den Europameisterschaften 1986 in Stuttgart die Silbermedaille. Im Jahr darauf stellte sie am 14. April 1987 in ihrer Heimatstadt Kasanlak mit 73,22 m den aktuellen bulgarischen Rekord auf.
Jeweils eine Bronzemedaille errang sie bei den Weltmeisterschaften 1987 in Rom und den Olympischen Spielen 1988 in Seoul.
1991 gewann sie Gold bei den Weltmeisterschaften in Tokio, und im Jahr darauf holte sie Silber bei den Olympischen Spielen in Barcelona. 1993 wurde sie wegen eines Dopingvergehens von der IAAF gesperrt. Bei den Weltmeisterschaften 1997 kam sie nicht über die Vorrunde hinaus.
Mit 42 Jahren startete sie bei den Olympischen Spielen 2004 in Athen, kam aber nicht über die Vorrunde hinaus.
In ihren letzten Lebensjahren arbeitete sie als Trainerin.
Zwetanka Christowa starb am 14. November 2008 im Alter von 46 Jahren an Krebs.